# Karlheinz Gröchenig

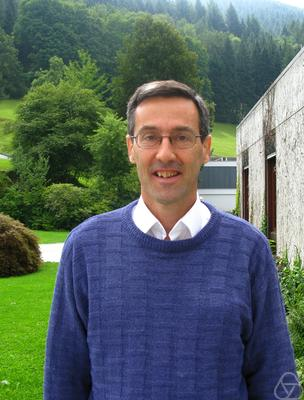
Karlheinz Gröchenig 2010

Karlheinz Gröchenig (* 6. Februar 1959 in Feldkirch) ist ein österreichischer Mathematiker an der Fakultät für Mathematik der Universität Wien.
Gröchenig studierte Mathematik an der Universität Wien und wurde 1985 bei Harald Rindler zum Thema Fast konstante Folgen und gleichmässige Gleichverteilung in lokalkompakten Gruppen sub auspiciis promoviert. Nach Anstellungen an der McMaster University und der University of Connecticut kam er 2006 zurück nach Wien. 2004 erhielt er den Marie-Curie Excellence Award der EU, 2019 den Erwin Schrödinger-Preis der Österreichischen Akademie der Wissenschaften.
Sein Arbeitsschwerpunkt liegt auf dem Gebiet der Harmonischen Analysis, insbesondere der Zeit-Frequenz-Analyse.

## Schriften
- Karlheinz Gröchenig: Foundations of Time-Frequency Analysis. Birkhäuser, 2001. ISBN 0-8176-4022-3